# El amor después del amor (canção)
El Amor Después Del Amor é uma das mais famosas canções do músico argentino Fito Páez.
Ela foi lançada em 1992, com o álbum El Amor Después Del Amor

## Músicos
- Fito Páez: Vocais, piano, guitarras e teclados
- Claudia Puyó: Vocais
- Tweety González: Programação e órgão
- Ulises Butrón: guitarras
- Guillermo Vadalá: Baixo
- Daniel Colombes: Bateria

## Trilhas-Sonoras
- Em 1994, a canção fez parte da trilha sonora do seriado brasileiro "Confissões de Adolescente" da TV Cultura de São Paulo.[2]
- Em 1998, a canção fez parte da trilha-sonora do filme peruano «Não Conte a Ninguém».

## Prêmios
- Em 2002, a música foi rankeada na 46ª posição entre Os 100 maiores hits do rock argentino pela Rolling Stone e MTV.[3]

## Covers
- No álbum Homenaje a Fito Páez (vários artistas), de 2006, ela foi regravada na voz de Noel Schajris.

- A banda brasileira Os Paralamas do Sucesso, no álbum Brasil Afora, de 2009, regravaram esta música, e a intitularam "El Amor".[4]

- O grupo pop mexicano Sasha, Benny y Erik fez uma releitura desta música, e a lançou no álbum Primera Fila: Sasha, Benny y Erik, de 2012[5].